# Arrondissement de Saint-Georges

L'arrondissement de Saint-Georges est une division administrative française, située dans la collectivité territoriale de Guyane, créée en 2022 par démembrement de l'arrondissement de Cayenne.

## Composition
L'arrondissement est constitué de 4 communes à sa création.
Au 1er janvier 2024, l'arrondissement groupe les 4 communes suivantes :
1. Camopi
2. Ouanary
3. Régina
4. Saint-Georges

## Sous-préfets de Saint-Georges
| Période          | Période        | Identité         | Fonction précédente                                                | Observation                  |
| ---------------- | -------------- | ---------------- | ------------------------------------------------------------------ | ---------------------------- |
| 25 novembre 2022 | 24 avril 2024, | Guillaume Brault | sous-préfet aux communes de l'intérieur auprès du préfet de Guyane | Nommé sous-préfet de Saintes |
| 25 octobre 2024  | En cours       | Michaël Didier   | commissaire divisionnaire de la police nationale                   |                              |